# União do Povo Galego
A União do Povo Galego (UPG) é um partido autodefinido como "comunista patriótico, porque assume a luta de libertação nacional". É o partido fundador do Bloco Nacionalista Galego; em torno a ele foram-se aglutinando durante a década de 1970 os setores que logo confluiriam no BNG. Tem 1.300 militantes e publica o jornal Terra e Tempo desde 1965.
O seu secretário geral é Francisco Rodríguez e desde o XII Congresso Nacional, o cargo da presidência da UPG ficou vacante após a decisão de Bautista Álvarez de não voltar a se candidatar à presidência, após ostentar este cargo desde 1977, sendo também co-fundador da UPG
A União da Mocidade Galega que se constituiu em 1977 é a organização juvenil do partido.

## História

### Primeira fundação
Em Novembro de 1963 Xosé Luís Méndez Ferrín, Bautista Álvarez, Reimundo Patiño, Luís Gonçales Blasco "foz" e Xosé Antonio Arjona, integrantes do grupo Brais Pinto de Madrid fundaram a União do Povo Galego como partido marxista e nacionalista que se integra no Conselho da Mocidade no que acabaria por se diluir.

### Refundação
Em 1964 o grupo majoritário do Conselho da Mocidade, afim a Ramón Piñeiro, expulsa ao setor esquerdista, que refunda a UPG em Compostela a 25 de Julho de 1964 integrando no grupo Brais Pinto, antigos militantes da Federação de Mocidades Galeguistas (Celso Emilio Ferreiro), do PCE (Luís Soto) e nacionalistas de esquerda, ao todo não mais de 25 pessoas. Nos primeiros dois anos as atividades do partido ficam reduzidas a contatos esporádicos dos seus membros e à publicação da revista Terra e Tempo, na qual aparece no primeiro número em 1965 o seu primeiro ideário:
| “ | U.P.G. União do Povo Galego Um frente que propõe a tudo os galegos que azeitem os seguintes 10 princípios mínimos: 1. Galiza é uma nação, e como tal tem direito à sua autodeterminação. 2. O povo galego exercerá o poder na Galiza. 3. Os meios de produção, distribuição e crédito pertencem ao povo. 4. A coletivização do agro começará com uma etapa cooperativa, como fase prévia a formas mais desenvolvidas de socialização. 5. A pequena empresa e a indústria artesã serão concentradas em unidades produtivas superiores. 6. A grande empresa capitalista será socializada de um jeito imediato. 7. A organização administrativa do campo galego terá por núcleos as agrupações tipo Paróquia, que se integrarão na Comarca. O território urbano será administrado por Concelhos, compostos de Distritos. 8. A educação estará ao serviço do povo. 9. O idioma oficial da Galiza será o galego, de ensinamento obrigatório. 10. A libertação nacional galega não desbota a ligação federativa da Galiza com os demais povos da península. | ” |

Num primeiro momento mantém linhas de colaboração com o PCE, mas não durou muito tempo, tornando-se em rivalidade e acusando os comunistas de espanholismo. A oposição à construção da barragem de Castrelo de Miño (1966) constituía a primeira atuação pública importante da UPG. Nestes primeiros anos a UPG contava com três núcleos de militantes, o de Vigo no qual Xosé Luís Méndez Ferrín era a figura principal, o de Madrid no que salientava Bautista Álvarez e o americano com Luís Soto como a sua principal figura. Também se foi articulando a partir de 1966 um grupo de estudantes na Universidade de Santiago de Compostela encabeçado por Xesús Sanxoás que conseguiu ter certa presença nos acontecimentos de 1968 na universidade galega. Em 1967 aumentam as ações da UPG, com pintadas na rua, distribuição de adesivos com lemas como Liberdade para a Galiza e Por uma Galiza livre e socialista e a convocatória para a 25 de Julho de 1968 do Dia da Pátria Galega pela primeira vez desde a Guerra Civil. Ao tempo, a UPG consegue uma forte influência no seio das associações culturais que proliferam por todo o país após da entrada em vigor da lei de associações em 1966.
Em 1971 a expulsão de Xosé Torres e os seus seguidores, que se uniram ao Movimento Comunista, deixou a organização quase sem militantes em Ferrol e Santiago. Vigo tornou-se o principal núcleo de uma organização que nesse momento não ultrapassava os 50 militantes, reforçando a sua primazia quando Galiza Socialista, na qual estava Camilo Nogueira, se integrou na UPG. A partir de 1971 aumentam as tentativas de espalhar a organização no meio rural, Ramón Muñiz membro do comitê central será chave nesta estratégia que dará origem mais adiante às Comissões Lavregas

### Expansão
Não será até a formação de ERGA (Estudantes Revolucionários Galegos) por parte de Manuel Mera em 1972 que a UPG comece a aumentar a sua base social, ao que segue na Primavera de 1973 a formação da Frente Obreira da UPG dirigida por Moncho Reboiras e ao ano seguinte Comissões Lavregas.
No quadro das relações que estabelece com outros partidos nacionalistas europeus assina em Fevereiro de 1974 com a União Democrática Bretã e o Movimento Republicano Irlandês (do qual formavam parte o IRA e o Sinn Fein) a Carta de Brest, no que se defendia o direito à autodeterminação dos povos europeus para formar uma futura Europa Socialista dos Povos, ao documento somaram-se posteriormente Herriko Alberdi Sozialista, Cymru Goch, PSAN(p), Esquerra Catalana dels Traballadors, Su Populu Sardu e Luta Occitana. Também desenvolve os contatos que vinha mantendo após 25 de Abril de 1974 com forças da extrema esquerda portuguesa favoráveis à toma armada do poder como a LUAR, Partido Revolucionário do Proletariado ou o Movimento das Forças Armadas. Como conseqüência da política de pactos que seguia a UPG, um setor encabeçado por Manuel Mera e que tinha detrás ao comitê local de Santiago deixa o partido, embora a maioria voltará pouco depois.
Desde 1970 havia vozes dentro do partido que falavam da necessidade de uma fase armada no quadro da revolução nacional-popular e com o apóio de ETA a UPG formou uma Frente Armada (de não mais de 10 pessoas) com o que realizou alguns assaltos, mas em Agosto de 1975 a polícia mata a Moncho Reboiras e detém quatro membros do grupo armado.

### Transição
A direção do partido passou provisoriamente a Portugal e, embora se realizassem ainda alguns atos conjuntos com ETA, a UPG parou as ações armadas dando prioridade à ação política para o qual apóia à AN-PG que se apresenta publicamente em Janeiro de 1976 e que tinha objetivo a formação de um governo galego provisório após conseguir o poder. Ao tempo, também em Janeiro de 1976 pela iniciativa da UPG é formado o Conselho de Forças Políticas Galegas, no que estavam o PSG, PGSD e a UPG, em Abril de 1976 publicam as Bases constitucionais, no que se recolhia o direito à autodeterminação da Galiza, e tarde entram o Partido Carlista e o MCG. Em Novembro o CFPG entra em crise após a inclusão do Movimento Comunista que recusava que os seus membros deixassem CCOO para ingressar no Sindicato Obreiro Galego como pedia a UPG, pelo qual esta e o PGSD marcham do Conselho.
Para concorrer às primeiras eleições democráticas, em 1977, a UPG articulou uma frente nacionalista, BN-PG, que integravam a UPG e a AN-PG, que ainda estavam sem legalizar. Após as eleições cinde-se o setor encabeçado por Camilo Nogueira que formou o Partido Obreiro Galego, antes saíra o setor que deu origem à UPG-linha proletária. Em Agosto de 1977 a UPG celebrou o seu I Congresso que definiu os seus estatutos e escolheu a Elvira Souto secretária geral e Bautista Álvarez presidente. Em Julho de 1978 após a demissão da secretária geral assumiu o cargo Pedro Luaces.
Entre Abril e Maio de 1981 a UPG vive uma crise interna entre os partidários de profissionalizar e dar mais peso ao BN-PG, o setor minoritário, e aqueles que se opunham, o setor majoritário. A crise terminou com a expulsão do setor minoritário, mas majoritário em Vigo, encabeçado por Francisco García Montes, secretário geral da INTG; Bernardo Fernández, secretário geral de CCLL e Agustín Malvido, pouco depois, em Julho, demite o secretário geral, Pedro Luaces, substituído de jeito provisório por Francisco Rodríguez. Logo destes confrontos, a UPG virou para a esquerda e deu apóio a campanhas em favor dos presos de ETA, aumentou as suas relações com HB e protagonizou atos conjuntos com o Partido Comunista-Reconstituído, mas ao tempo abandonou as teses de partido único para a Galiza. Em Fevereiro de 1982 marchou o setor mais à direita da UPG encabeçado por Pedro Luaces (ex-secretário geral) e forte em Lugo. Após a vitória do PSOE nas eleições gerais de 1982, a UPG mostrou-se contrária a qualquer colaboração, já que via o governo socialista como a face amável do capitalismo, neste ambiente em Dezembro de 1983 Mariano Abalo foi eleito secretário geral da UPG.

## Aceitação das instituições
Em 1986 a UPG e o BNG aceitaram participar nas instituições, levando a Xosé Manuel Beiras ao parlamento, e prometer a Constituição, o que levou à cisão em Julho de 1986 de 13 membros do Comitê Central e umas dúzias de militantes que fundam o PCLN, entre os cindidos estavam Mariano Abalo, Xan Carballo e Ramiro Oubiña.